# Lycksele stad
Denna artikel handlar om den tidigare kommunen Lycksele stad. För orten se Lycksele, för dagens kommun, se Lycksele kommun.
Lycksele stad var en tidigare kommun i Västerbottens län. Centralort var Lycksele och kommunkod 1952-1970 var 2481.

## Administrativ historik
Lycksele stad bildades den 1 januari 1946 (enligt beslut den 19 oktober 1945) genom en ombildning av den dåvarande Lycksele köping samt ett område från Lycksele landskommun (enligt beslut den 16 mars 1945) bestående av fastigheter och fastighetsdelar under Lycksele nummer 1 och 2 omfattande 34,37 km², varav 30,35 km² land, och med 530 invånare. Lycksele blev därmed den första staden i Lappland. Kommunreformen 1952 påverkade inte indelningarna i området, då varken Västerbottens eller Norrbottens län berördes av reformen.
1 januari 1971 ombildades staden till Lycksele kommun.

### Judiciell tillhörighet
I likhet med andra under 1900-talet inrättade stadskommuner fick staden inte egen jurisdiktion utan låg fortsatt under landsrätt i Västerbottens västra domsaga och Lycksele tingslag.

### Kyrklig tillhörighet
Staden tillhörde i kyrkligt hänseende Lycksele församling och Lycksele kyrkobokföringsdistrikt (till 1962).

### Sockenkod
För registrerade fornfynd med mera så återfinns staden inom ett område definierat av sockenkod 0143 som motsvarar den omfattning Lycksele socken med staden hade kring 1950.

## Stadsvapnet
Blasonering: I blått fält en upprest, tillbakaseende varghund av silver med röd beväring och däröver en av vågskura bildad ginstam av silver, belagd med ett blått besman.
Detta vapen fastställdes av Kungl. Maj:t den 13 juni 1947. Vapnet förs idag av den nuvarande Lycksele kommun. Se artikeln om Lycksele kommunvapen för mer information.

## Geografi
Lycksele stad omfattade den 1 januari 1952 en areal av 36,52 km², varav 32,20 km² land.

### Tätorter i staden 1960
I Lycksele stad fanns del av tätorten Lyckselea, som hade 5 660 invånare i staden den 1 november 1960. Tätortsgraden i staden var då 98,8 procent.

## Befolkningsutveckling
| Befolkningsutvecklingen i Lycksele stad 1945–1970 | Befolkningsutvecklingen i Lycksele stad 1945–1970 | Befolkningsutvecklingen i Lycksele stad 1945–1970 | Befolkningsutvecklingen i Lycksele stad 1945–1970 | Befolkningsutvecklingen i Lycksele stad 1945–1970 |
| --- | ------------------------------------------------- | ------------------------------------------------- | ------------------------------------------------- | ------------------------------------------------- |
| |                                                   |                                                   |                                                   |                                                   |
| År |                                                   |                                                   | Folkmängd                                         |                                                   |
| 1945 | 1945                                              |                                                   | 2 855                                             |                                                   |
| 1950 | 1950                                              |                                                   | 3 463                                             |                                                   |
| 1955 | 1955                                              |                                                   | 4 307                                             |                                                   |
| 1960 | 1960                                              |                                                   | 5 727                                             |                                                   |
| 1965 | 1965                                              |                                                   | 6 079                                             |                                                   |
| 1970 | 1970                                              |                                                   | 7 110                                             |                                                   |
| Anm: För år 1945: befolkning enligt folkräkning 31 december enligt den administrativa indelningen den 1 januari följande år. 1950 avser befolkning enligt folkräkning den 31 december enligt den administrativa indelningen den 1 januari 1952. 1955 avser den kyrkobokförda befolkningen den 31 december enligt den administrativa indelningen den 1 januari följande år. 1960-1965 avser befolkning enligt folkräkning den 1 november enligt den administrativa indelningen den 1 januari följande år. 1970 avser befolkningen den 1 november 1970 i det område som staden omfattade när den blev del av Lycksele kommun 1 januari 1971, och därmed ingår inte befolkningen för Lycksele landskommun. |                                                   |                                                   |                                                   |                                                   |

## Politik

### Mandatfördelning i valen 1946-1966
| 2 | 12 | 5 | 6 |

| 21 | 4 |

| 11 | 9 | 5 |

| 21 | 4 |

| 12 | 7 | 6 |

| 22 |

| 13 | 6 | 6 |

| 23 |

| 14 |  | 6 | 4 |

| 22 |

| 12 | 2 | 5 | 2 | 4 |

| 22 |